# Djanet (distrito)
Djanet é um distrito localizado na província de Illizi, Argélia, e cuja capital é a cidade de mesmo nome, Djanet. É o maior distrito da província em população e a segunda maior em área, depois do distrito de In Amenas.
A população total do distrito era de 17 618 habitantes, em 2008.

## Municípios
O distrito está dividido em dois municípios:
- Djanet
- Bordj El Houasse